# 愛之里教育大車站

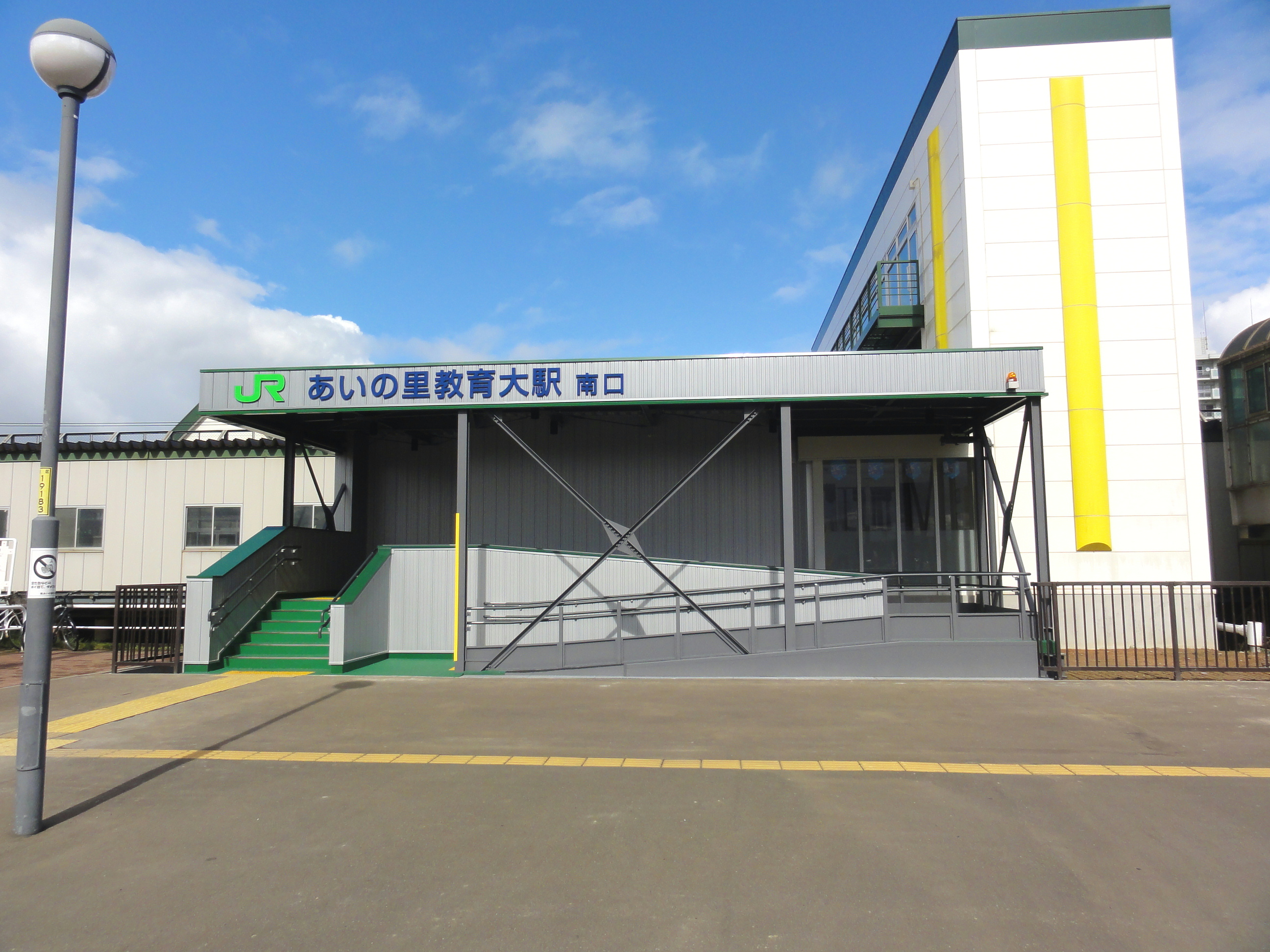
南方入口站房（2012年10月）

愛之里教育大站（日语：／ Ainosato-Kyōikudai eki */?）是位於北海道札幌市北區愛之里1條5丁目1番2號，隸屬於北海道旅客鐵道（JR北海道）札沼線（學園都市線）的鐵路車站。車站編號為G10。電報略號為。

## 概要
札幌市北區新市鎮「愛之里」的主要車站，亦是北海道教育大學札幌校最近的車站（並不存在稱為「愛之里教育大學」的大學）。札沼線（學園都市線）八軒車站至本車站為複線，而本車站至新十津川車站為單線路段。

## 歷史
- 1986年（昭和61年）11月1日 - 日本國有鐵道（國鐵）札沼線愛之里教育大站開始營運，處理旅客服務[1][2]。
- 1987年（昭和62年）4月1日 - 由於國鐵分割民營化，車站由JR北海道管理。
- 1991年（平成3年）3月16日 - 札沼線的暱稱設定為「學園都市線」[1][2]。
- 1997年（平成9年）3月22日 - 札沼線（學園都市線）篠路車站至本車站路段複線化[2]。
- 2000年（平成12年） - 札沼線桑園車站至石狩月形車站路段引入自動進路制御裝置（PRC）。
- 2006年（平成18年）
  - 1月 - 引入自動列車導向裝置，並設置按方向的導向用液晶顯示屏。
  - 12月 - 設置升降機。
- 2007年（平成19年）
  - 9月 - 於車站東側設置行人用的行人天橋。
  - 10月1日 - 設定車站編號（G10）[3]。
- 2008年（平成20年）
  - 3月 - 完成車站內部改建工程。
  - 10月25日 - 開始使用智能車票「Kitaca」[4]。
- 2012年（平成24年）
  - 6月1日 - 札沼線桑園站至本車站正式電氣化（交流電20,000V、50Hz）[5]。
  - 10月13日 - 車站的南方入口（南愛之里方向）開始投入使用[6]。
  - 10月27日 - 列車時間表進行修訂，本車站並不設定首班列車及末班列車的時間[7]。
- 2015年（平成27年）6月10日 - 南方入口設置郵箱。
- 2016年（平成28年）6月 - 北方入口的Kiosk關閉。

## 車站構造
現時為側式月台2面2線（月台長度：138米）的地面車站。最初的出入口只有位於北方的1個，由於2007年開始開發南愛之里令人口上昇，因此於2012年10月13日新設立南方入口。
由桑園車站管理的業務委託車站（北海道JR Servicenet）。北方入口設有綠窗口（營業時間5時30分至0時10分），自動售票機及自動閘機（對應Kitaca及磁性票）。而南方入口則設有簡易自動售票機及簡易自動閘機（對應Kitaca及磁性票）。
位於南方入口旁為1號線，而北方入口旁為2號線。往札幌方向（上行）列車會停靠1號線，而往當別方向（下行）則會停靠2號線。過去曾有以本車站為起點站的列車，但2012年10月27日進行列車時間表修訂後，往札幌方向的列車統一以愛之里公園車站、當別車站及北海道醫療大學車站為起點站，由於現在並沒有設定於本車站折返的列車。修定時間表前，需要進行列車交會的上行列車會於2號線進行整備及出發，但車站南方入口設置後統一由1號線進行。
由於車站興建在地基比較惡劣的地區，北方入口及站房以後的地區皆出現地層下陷，因此車站樓梯需要進行加建。

### 月台設置

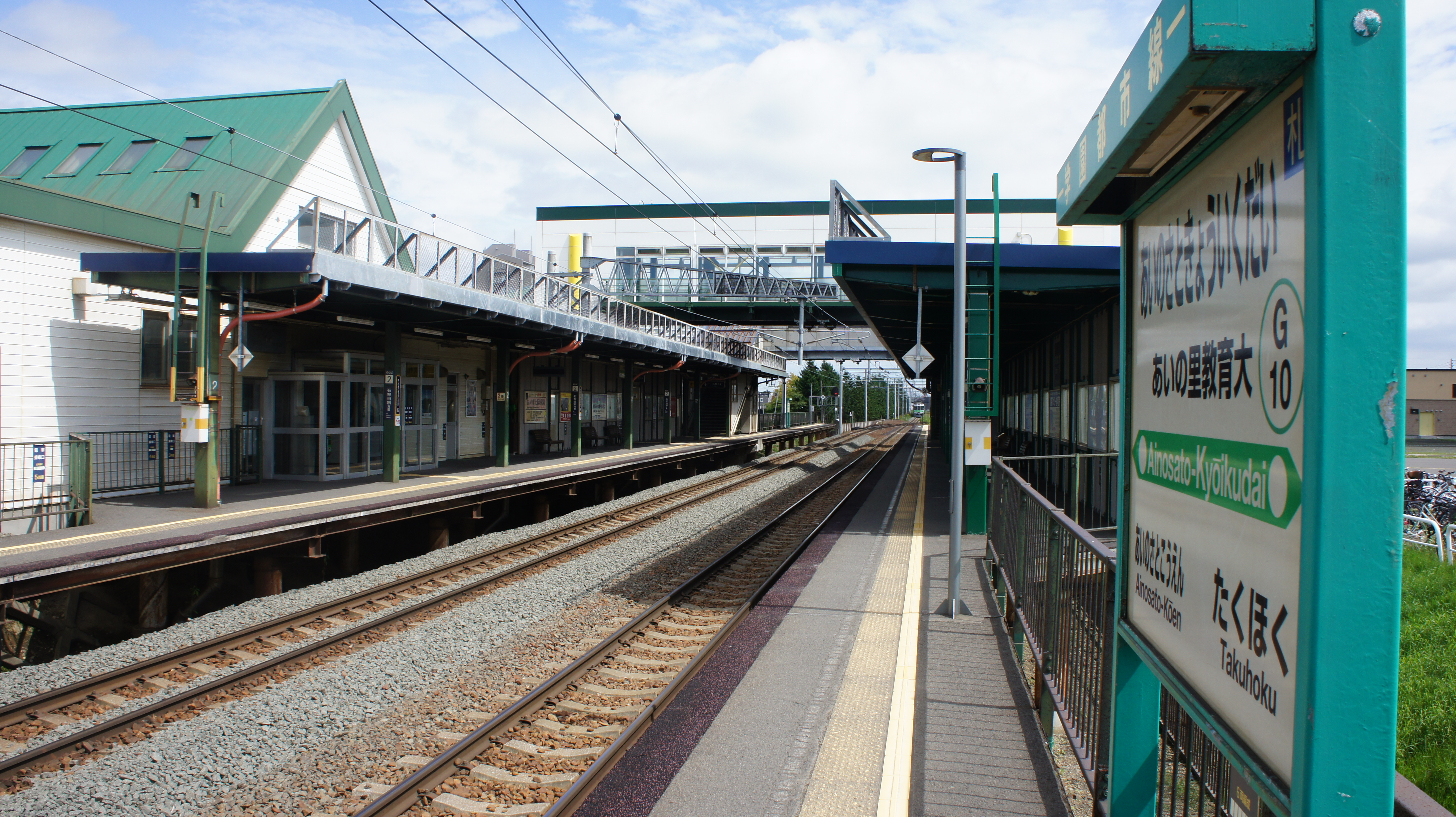
月台（2018年8月）
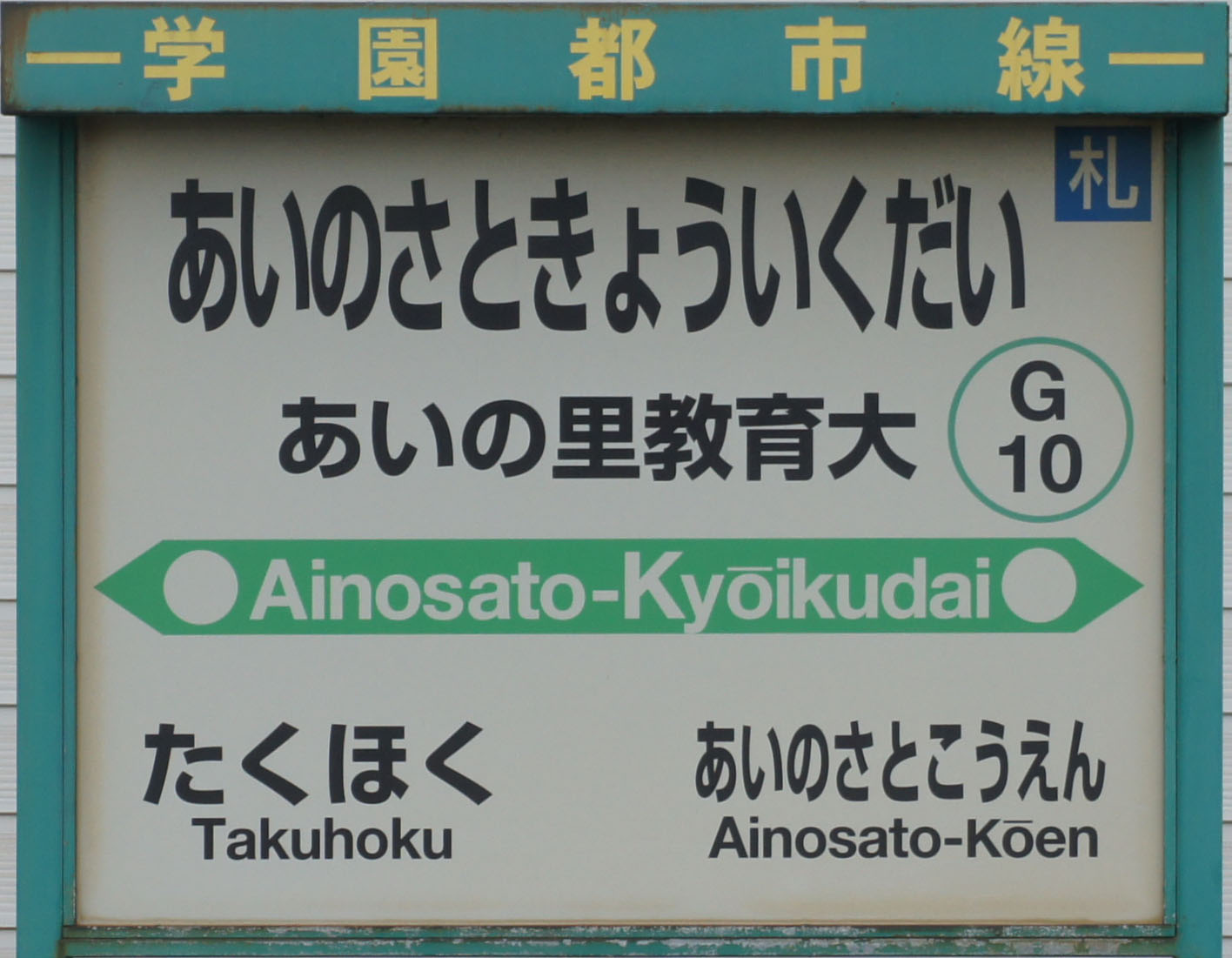
站名牌（2017年5月）

| 月台 | 路線                  | 方向 | 目的地                               |
| ---- | --------------------- | ---- | ------------------------------------ |
| 1    | ■札沼線（學園都市線） | 上行 | 桑園、札幌方向                       |
| 2    | ■札沼線（學園都市線） | 下行 | 愛之里公園、當別、北海道醫療大學方向 |

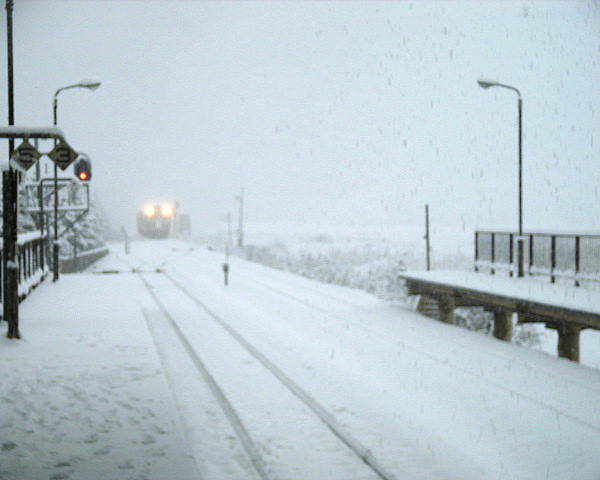
大雪中進入月台的列車 （2004年12月）
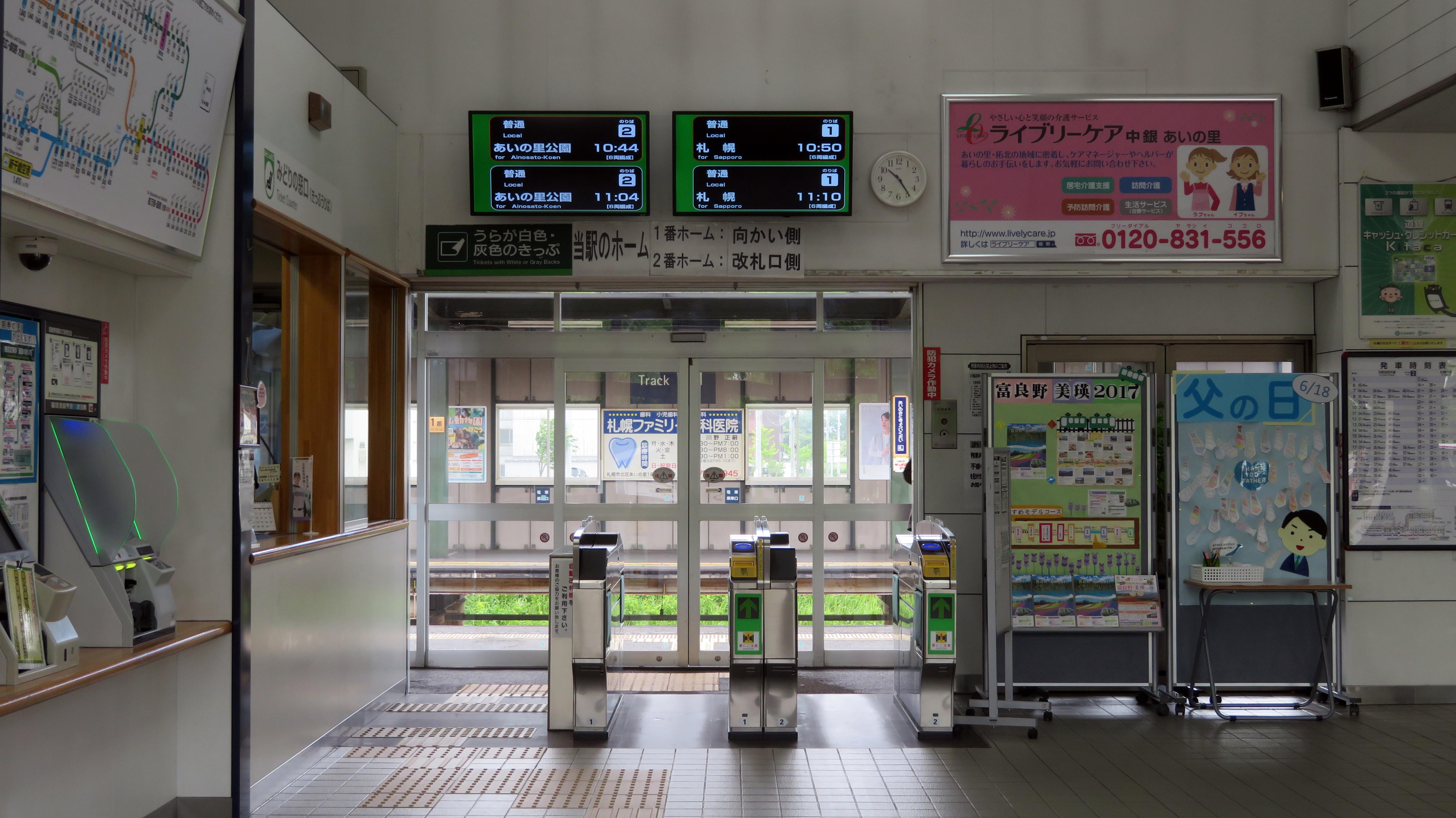
北閘口（2017年6月）
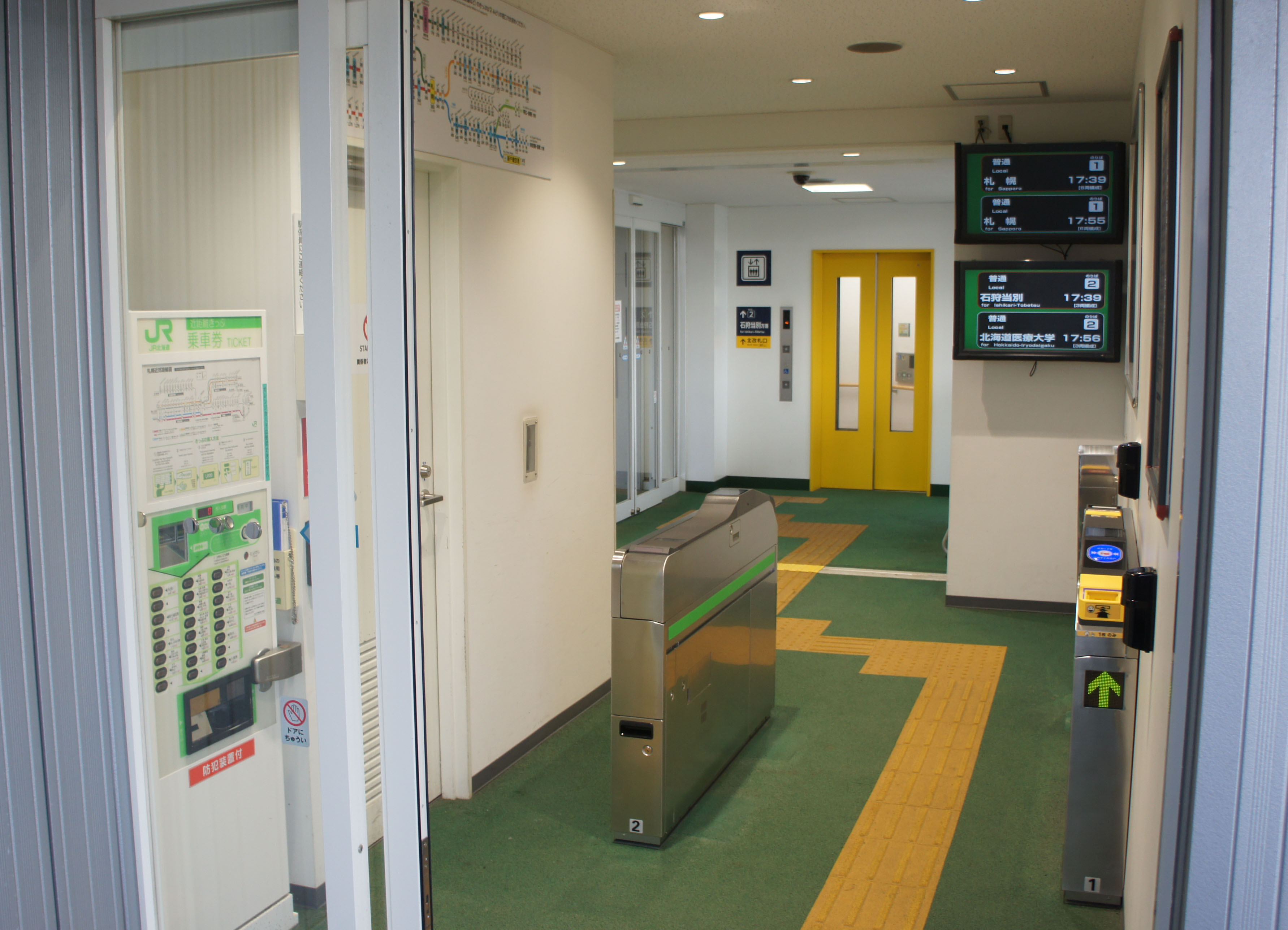
自動閘機（南方入口） （2017年5月）

- 月台（2018年8月）
- 站名牌（2017年5月）

## 載客量
| 載客量 | 載客量       |
| 年份   | 每天平均人次 |
| ------ | ------------ |
| 1990年 | 2,262        |
| 1995年 | 5,004        |
| 2000年 | 5,846        |
| 2001年 | 6,076        |
| 2002年 | 6,202        |
| 2003年 | 6,420        |
| 2004年 | 6,480        |
| 2005年 | 6,862        |
| 2006年 | 6,928        |
| 2007年 | 7,050        |
| 2008年 | 7,180        |
| 2009年 | 7,170        |
| 2010年 | 7,332        |
| 2011年 | 7,296        |
| 2012年 | 7,592        |
| 2013年 | 7,926        |
| 2014年 | 7,796        |
| 2015年 | 7,478        |

## 車站周邊
車站周圍主要是札幌新市鎮「愛之里」的已開發地區，北方入口為「愛之里」，而南方入口則是稱呼為「南愛之里」的區域。北方入口主要是包括東光百貨及札幌合作社等的店舖，而南方入口則是溫泉。
站房外設有行人天橋連接愛之里及南愛之里。而南之里雖然是安全市鎮，但在重要地點仍設有閉路電影及警衛巡邏。

### 北方入口
- 国道337号（日语：國道337號）
- 北警察署愛之里交番
- 札幌愛之里郵局
- 北洋銀行愛之里分店
- 北海道銀行愛之里個人分店
- 北海道醫療大學醫院
- 北海道醫院大學心理科學部
- 北海道教育大學札幌校
- 北海道教育大學附屬札幌小學、中學
- 札幌市立愛之里西小學
- 札幌市立鴻城小學
- 愛之里i-MALL（商場）
- 拓北．愛之里社區中心
- 拓北．愛之里福利中心
- 秀英預備校愛之里校
- 北海道中央巴士「愛之里教育大站前」站牌
- 當別町團體巴士「JR愛之里教育大站前」站牌

### 南方入口
- http://nagomi-onsen.jp/ainosato/ （页面存档备份，存于）
- 愛之里合作幼兒園
- 北海道拓北護理學校
- 白百合Life Prestige南愛之里
- 南愛之里公園

## 相鄰車站
北海道旅客鐵道（JR北海道）
■札沼線（學園都市線）
拓北（G09）－愛之里教育大（G10）－愛之里公園（G11）

## 外部連結
- 愛之里教育大站結構圖（JR北海道） （页面存档备份，存于）